# Winterset (sztuka)
Winterset – sztuka amerykańskiego dramaturga Maxwella Andersona z 1935 napisana w konwencji dramatu poetyckiego. Jest uważana za szczytowe osiągnięcie tego autora. Została zainspirowana słynną w latach dwudziestych sprawą Sacca i Vanzettiego (1920–27). Opowiada o młodym człowieku, nazwiskiem Mio Romagna, który szuka zemsty za krzywdę ojca, Bartolomea Romagni, niesłusznie skazanego na śmierć, i walczy o przywrócenie mu dobrego imienia.